# AHRLAC輕型飛機
AHRLAC輕型飛機或稱高性能輕型偵察機（英語：Advanced High-Performance Reconnaissance Light Aircraft）是一款由南非的派拉蒙航空工業（由派拉蒙集團和Aerosud合資）研製的輕型偵查/攻擊機，主要取代昂貴的查打一體無人機（如MQ-1或MQ-9）以及使用噴射動力的攻擊機。AHRLAC是該飛行計劃的全稱，姆瓦里指的是南非當地傳統民族信仰中的至高神。
AHRLAC是首架由非洲國家從頭自主研發的固定翼飛機，於2014年7月26日首次試飛，並於2014年8月13日在奇蹟樹機場進行首次公開飛行展示。

## 發展

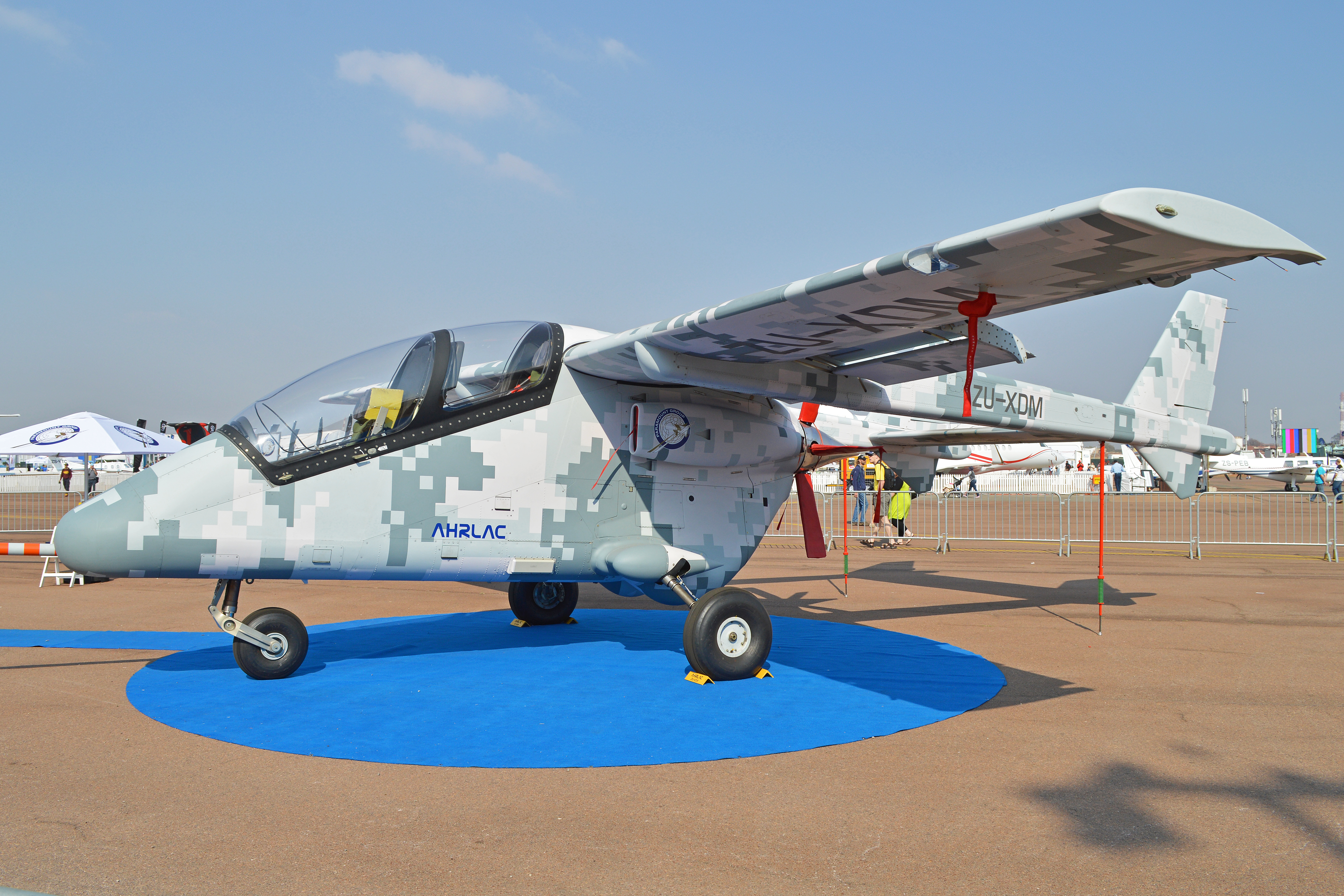
於2014年非洲航空航天與防務展期間，於Waterkloof空軍基地進行靜態展示的Ahrlac

2009年，派拉蒙集團開始自主研發一款新的輕型渦輪螺旋槳攻擊機，並且其主要任務為對抗恐怖份子以及游擊軍隊。派拉蒙希望該飛機將擁有長航時、低成本等特點，以取代昂貴的查打一體無人機，並且具有比直升機更快的速度以及更低的每小時飛行成本。同時，由於像Su-25攻擊機、A-10雷霆二式攻擊機等噴射動力攻擊機成本高速度又快，難以長時間進行對地巡邏，因此慢速對地輕型攻擊機的需求逐漸上升。
2011年9月，派拉蒙正式啟動Ahrlac項目，而該機也成為非洲有史以來第一架自主研製的固定翼飛機；此外，Ahrlac也將是南非自石茶隼攻擊直升機後，20年來首款自主研發的軍機。2011年，派拉蒙表示該飛機的售價將低於1000萬美元；並且潛在市場可能達到數百或數千架。
根據航空作家比爾·斯威特曼的說法，Ahrlac的競爭對手包括A-29超級巨嘴鳥攻擊機和AT-6攻擊機；然而不同於上述飛機，Ahrlac並非任何機型的改型（前兩者皆為高級教練機的改型)而是從頭設計，因此在低強度作戰的適配性應優於前兩者（在不考慮航電武裝等其他外加因素的情況下）。除了有人機外，AHRLAC也打算將機身改造後，投入無人機市場進行競爭。然而有趣的是，派拉蒙宣佈有人機的版本將比無人機便宜，因爲無人機需要更多電控設備進行輔助。
2011年，Ahrlac的全尺寸模型已建成，同時也製作了一個四分之一尺寸的（無人）可飛行模型，該模型後來總共進行80次測試飛行。首架全尺寸原型機（Experimental Demonstrator,XDM），使用了「為製造設計」，這使得在製造過程中可以進行無治具建造，從而節省了時間和成本。該飛機的6,000個部件中，98%是使用CATIA設計並在國內製造。2014年5月，飛行測試定在位於普利托利亞附近的奇蹟樹機場，並從Aerosud位於豪登省杉球恩的工廠運送過來。

### 試飛
2014年7月26日，首架Ahrlac原型機於奇蹟樹機場進行首飛。該飛行包含在一項長達20小時的飛行測試計畫中，測量計算模擬與實飛的數據差異，在飛行時由一架皮拉圖斯PC-12進行數據採集.。首架原型機將用於證明飛行特性和性能，而第二架原型機，將用於測試武器和任務系統。。到2015年2月，首架原型機已完成65小時無事故飛行；因此，測試計劃進入下一階段，並逐步擴展氣動包線，評估飛行操控性、重心、飛行性能、機身特性和在崎嶇場地上的運行能力。
到2016年9月，該原型機在測試期間已累積250小時飛行時間，並進行了四次部署，分別前往南非邊界及波札那，進行實戰測試。此外，AHRLAC還曾在南非爆發內亂期間進行了一次臨時試飛。到2016年9月，開發商正在奇蹟樹建設新的組裝產線，預計該設施將於2017年生產首批兩架量產機。奇蹟樹工廠的生產能力為每月最多兩架，並且可以根據客戶需求擴建至當前規模的兩倍。

### 未來發展
2014年，派拉蒙透露在發展有人版本的同時，也正在將該機型改裝成無人機版本，根據詹氏雜誌的報導可能是在進行模型測試時，發現其具有改裝成無人機的潛力。截至2014年9月，製造商生產了已兩架Mario無人機，然而該機體型比有人版本小，因此只能飛行4小時，並在機鼻配備遙控炮塔。而後，無人機重新命名為Mwewe，而Mwari則專指有人駕駛Ahrlac的武裝版本。
2016年3月，波音宣布與派拉蒙合作，共同開發Ahrlac的軍事化版本。根據該協議，波音將為AHRLAC開發一套整合任務系統，包括情報、監視與偵察（ISR）以及武器系統；該系統是選配的，可以根據預算進行調整。軍事化版本隨後取代無人機版本，命名為Mwari並進入市場推廣。
2018年2月，AHRLAC將改進後的版本以Bronco II的名稱銷往美國市場。2020年5月，BRONCO II 與Leidos和Vertex Aerospace合作，將這款輕型攻擊與監視飛機提供給美國空軍特種作戰司令部，以參與其武裝守望者計畫。然而該機在第一階段就落選
，OA-1K 天空守望者則成為該計畫的最終贏家。

### 設計
Ahrlac的設計採用雙臂高置前掠翼，並後置發動機，使其具有優秀的視野。機身結構由金屬和複合材料製成，發動機方面則使用普惠加拿大的普惠PT6A渦輪螺旋槳發動機，最高速度可達 310 英里每小時，達到大多數直升機的兩倍，並與大型查打一體無人機相當（並且該機具有長達7小時的飛行續航力）。座位則採用前後串聯座位，使飛行員具有更良好的視野，並配備馬丁貝克彈射椅以及HOTAS系統，使飛行員的操作更方便以及安全。該機成本低廉並且易於製造，AHRLAC的首席執行長曾用美加樂來比喻該機的製造過程。
AHRLAC具備在簡陋的場地上進行短距起降以及快速部署的能力。AHRLAC能執行多種任務，包括情報、監視、目標獲取和偵察、反叛亂作戰、反潛、追緝走私、災害管理。
而為達成上述任務，AHRLAC採用模塊化設計，包括機鼻、座艙下都能根據任務進行航電設備的更換，安裝如紅外線與光學攝影機、訊號情報、合成孔徑雷達、電子情報收集設備和電子作戰系統。此外，電光感測器可以安裝在機鼻和機腹位置。航空電子系統採用開放架構設計，進一步簡化了組件和系統的添換。
武裝版本的Mwari則內置1門南非自主設計的GI-220mm機砲。此外，Mwari的機翼下還有四到六個掛載點，包括火箭發射器、無線制導炸彈以及各類空對地與空對空飛彈。飛機的裝甲採用模組化設計，可以根據任務需求進行增減。
機尾兩側臂下方還提供選配的適型油箱；當搭載外部油箱時，Ahrlac的飛行航程範圍可達2,000 海里。總而言之，武裝版本的Mwari將其作戰環境定義為低強度武裝作戰（如對抗叛亂分子和武裝犯罪集團或邊防巡邏）。

## 型號
- AHRLAC:初始版本

Three-view of the Ahrlac

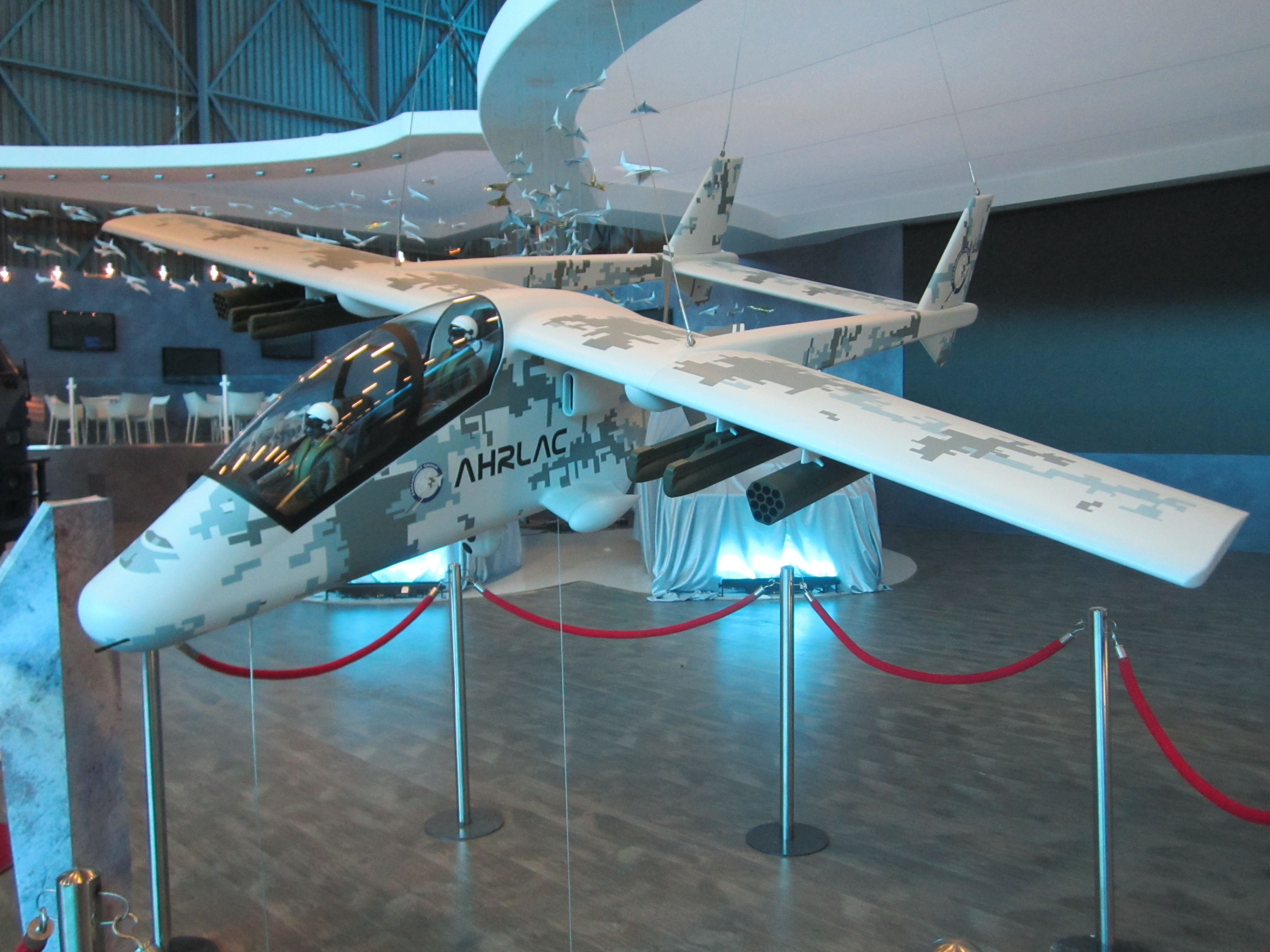
AHRLAC的模型

- Mwari:原本為縮小版的無人機版本，後來改為指稱武裝攻擊機的版本
- Mwewe:無人機版本的改稱

## 販售
派拉蒙於2022年9月21日的非洲航空防務展上宣稱目前已經販售9架Ahrlac至國外，而產能目前在3架一年，必要時能提升至5架。
截至2023年9月，目前的用戶包括剛訂購的剛果民主共和國以及剛進入部隊服役的莫三比克。

### 財務問題
因為沒有訂單，Ahrlac於2019年2月28日宣布已進入企業救助程序，工廠被關閉，並將140名員工遣散。2019年8月，派拉蒙根據企業救助計畫全面接管了Aerospace Development Corporation (ADC) 及其子公司。2020年9月，ADC表示AHRLAC已重新開始生產。

## 外部連結
- 官方网站